# Торі Бові
Торі Бові (англ. Tori Bowie; 26 серпня 1990, Гаттісберг, Міссісіпі, США — 3 травня 2023) — американська легкоатлетка, що спеціалізується на спринті та стрибках в довжину, олімпійська чемпіонка, срібна та бронзова призерка Олімпійських ігор 2016 року, чемпіонка світу в бігові на 100 метрів та в естафеті.

## Кар'єра
| Рік  | Чемпіонат                    | Місце проведення         | Місце  | Дисципліна        | Результат |
| ---- | ---------------------------- | ------------------------ | ------ | ----------------- | --------- |
| 2014 | Чемпіонат світу в приміщенні | Сопот, Польща            | 13 (q) | стрибки в довжину | 6.12 м    |
| 2015 | Чемпіонат світу              | Пекін, Китай             | 3      | 100 м             | 10.86     |
| 2016 | Олімпійські ігри             | Ріо-де-Жанейро, Бразилія | 2      | 100 м             | 10.83     |
| 2016 | Олімпійські ігри             | Ріо-де-Жанейро, Бразилія | 3      | 200 м             | 22.15     |
| 2016 | Олімпійські ігри             | Ріо-де-Жанейро, Бразилія | 1      | 4 x 100 м         | 41.01     |